# Kandiyohi (Minnesota)
Kandiyohi – miasto w Stanach Zjednoczonych, w stanie Minnesota, w hrabstwie Kandiyohi.